# Steve Zahn

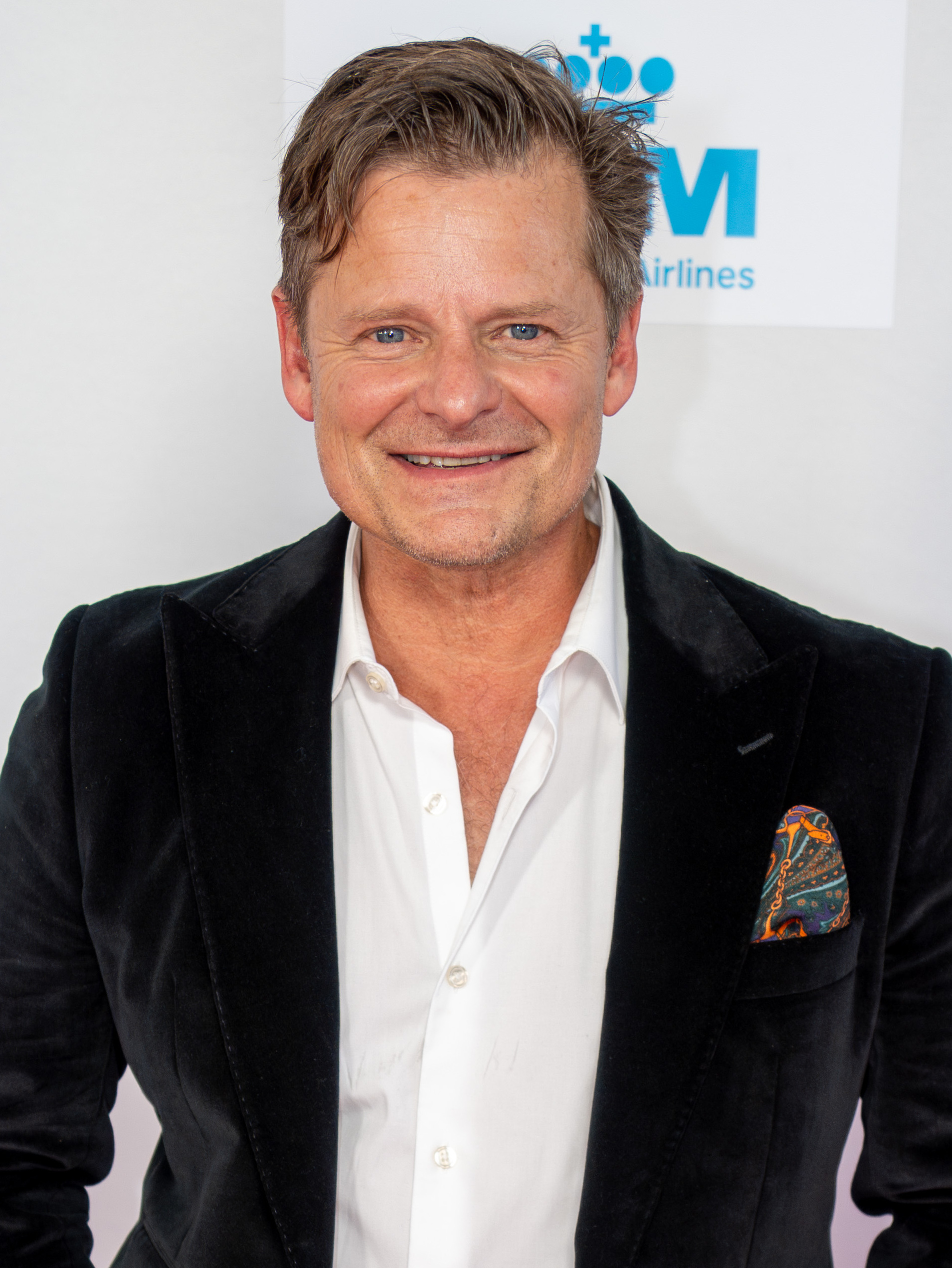
Steve Zahn (2025)

Steve Zahn (* 13. November 1967 in Marshall, Minnesota) ist ein US-amerikanischer Schauspieler.

## Leben
Steve Zahn ist Sohn eines lutherischen Pastors. Er absolvierte die Cooper Senior High School in New Hope in Minnesota, dann studierte er an der Harvard University.
Zahn debütierte als Schauspieler in der Hauptrolle im Theaterstück Biloxi Blues von Neil Simon. Seit dem Jahr 1989 spielte er am American Repertory Theatre in Cambridge, zwei Jahre später zog er nach New York City. Bekannt wurde Zahn seit der Rolle im Film Reality Bites – Voll das Leben (1994), in dem er neben Winona Ryder, Ethan Hawke und Janeane Garofalo spielte. Seine Rolle in der Krimikomödie Happy, Texas (1999) brachte ihm im Jahr 1999 einen Sonderpreis des Sundance Film Festivals sowie 2000 den Independent Spirit Award und eine Nominierung für den Golden Satellite Award. In der Filmkomödie Unterwegs mit Jungs (2001) verkörperte er den drogensüchtigen Ehemann von Beverly Donofrio (Drew Barrymore). In der Westernkomödie Bandidas (2006) spielte er neben Penélope Cruz und Salma Hayek die männliche Hauptrolle. Für die Rolle im Kriegsfilm Rescue Dawn (2006) wurde er im Jahr 2008 für den Independent Spirit Award und für den Chlotrudis Award nominiert. Sein Schaffen umfasst mehr als 65 Film- und Fernsehproduktionen.
Zahn ist seit 1994 mit der Schauspielerin Robyn Peterman verheiratet und hat zwei Kinder. Beide waren an der Seite ihres Vaters im Film She Dances zu sehen, für den Zahn auch das Drehbuch schrieb.

## Filmografie (Auswahl)
- 1994: Reality Bites – Voll das Leben (Reality Bites)
- 1995: Crimson Tide – In tiefster Gefahr (Crimson Tide)
- 1995: Friends (Fernsehserie)
- 1996: That Thing You Do!
- 1996: subUrbia – Sixpacks, Sex + Supermarkets (SUBURBIA)
- 1996: Race the Sun – Im Wettlauf mit der Zeit (Race the Sun)
- 1998: Out of Sight
- 1998: e-m@il für Dich (You've Got Mail)
- 1998: Liebe in jeder Beziehung (The Object of My Affection)
- 1999: Happy, Texas
- 1999: Auf die stürmische Art
- 2000: Chain of Fools
- 2000: Hamlet
- 2001: Joyride – Spritztour (Joy Ride)
- 2001: Unterwegs mit Jungs (Riding in Cars with Boys)
- 2001: Zickenterror – Der Teufel ist eine Frau (Saving Silverman)
- 2001: Chelsea Walls
- 2001: Dr. Dolittle 2 (Stimme)
- 2002: Stuart Little 2 (Stimme)
- 2003: National Security
- 2003: Der Kindergarten Daddy (Daddy Day Care)
- 2003: Shattered Glass
- 2004: You’re Fired! (Employee of the Month)
- 2004: Speak – Die Wahrheit ändert alles (Speak)
- 2005: Sahara – Abenteuer in der Wüste (Sahara)
- 2006: Bandidas
- 2006: Rescue Dawn
- 2007: Phineas und Ferb (Fernsehserie, Episode 1x21, Stimme)
- 2008: Sunshine Cleaning
- 2008: Strange Wilderness
- 2008: Der große Buck Howard (The Great Buck Howard)
- 2008: Management
- 2009: A Perfect Getaway
- 2009: Monk (Fernsehserie, Episode 7x10)
- 2009: Night Train
- 2010: Gregs Tagebuch – Von Idioten umzingelt! (Diary of a Wimpy Kid)
- 2010–2013: Treme (Fernsehserie, 36 Episoden)
- 2011: Gregs Tagebuch 2 – Gibt’s Probleme? (Diary of a Wimpy Kid: Rodrick Rules)
- 2012: Gregs Tagebuch 3 – Ich war’s nicht! (Diary of a Wimpy Kid: Dog Days)
- 2013: Nix wie weg – vom Planeten Erde (Escape from Planet Earth, Stimme)
- 2013: Dallas Buyers Club
- 2013: Knights of Badassdom
- 2014: Mind Games (Fernsehserie, 13 Episoden)
- 2014–2015: Modern Family (Fernsehserie, 4 Episoden)
- 2015: Arlo & Spot (The Good Dinosaur, Stimme von Thunderclap)
- 2015: Die lächerlichen Sechs (The Ridiculous 6)
- 2015–2016: Mad Dogs (Fernsehserie, 10 Episoden)
- 2016: Captain Fantastic – Einmal Wildnis und zurück (Captain Fantastic)
- 2017: Planet der Affen: Survival (War for the Planet of the Apes)
- 2017: Lean on Pete
- 2018: Blaze
- 2018: The Crossing (Fernsehserie, 11 Episoden)
- 2019: Bernadette (Where’d You Go, Bernadette)
- 2019: Wie Jodi über sich hinauswuchs (Tall Girl)
- 2020: Die heilende Kraft von Dude (The Healing Powers of Dude, Stimme von Dude)
- 2020: Uncle Frank
- 2020: Cowboys
- 2021: The White Lotus (Fernsehserie, 6 Episoden)
- 2021: 8-Bit Christmas
- 2022: Tall Girl 2
- 2022: Nachts im Museum: Kahmunrah kehrt zurück (Night at the Museum: Kahmunrah Rises Again) (Stimme)
- 2023: Your Place or Mine
- 2023: LaRoy
- 2023: Wildcat
- 2024: Silo (Fernsehserie, 6 Episoden)
- 2025: She Dances (auch Drehbuch)